# Гулливер (бизнес-центр)
БЦ «Гулливер» — 35-этажный офисный деловой центр класса «А» расположенный на Спортивной площади в Киеве. Является самым высоким небоскрёбом Украины офисного назначения. Комплекс состоит из двух блоков: 35-этажного делового центра и 10-этажного развлекательного комплекса.

## Название
Застройщик «Три О» изначально назвал деловой центр «Continental», однако, название позже решили изменить и для этого провели конкурс. В итоге офисный центр был назван «Gulliver» в августе 2011 года.

## Ход строительства
На месте строительства раньше находилось трамвайное разворотное кольцо. В 2001 году трамвайное кольцо было демонтировано, место было освобождено.
Первые проекты «Гулливер» появились ещё в 2002 году. Строительство началось в августе 2003 года, в ходе строительства проект видоизменялся.
Сооружение продвигалось медленными темпами, до июля 2006 года успели построить лишь подземную стоянку. В ноябре этого же года небоскрёб имел уже 4 этажа, в начале июля 2007 года — 14 этажей.
Своей максимальной высоты здание достигло уже в апреле 2008 году, когда были построены все 35 этажей. В августе 2012 года строительство было завершено.
4 октября 2013 состоялось торжественное открытие

## Факты
«Гулливер» — это многофункциональный торгово-развлекательный центр с общей площадью свыше 150 000 м2, который разделён на два блока.
Первый блок: торгово-развлекательная часть, расположенная на 10-ти этажах, и 6-этажная надстройка над развлекательным комплексом. Инфраструктура торгово-развлекательной части содержит: подземный супермаркет, площадью свыше 9000 м², также на первых 4-х этажах разместятся магазины, выше будет находиться боулинг на 24 дорожки, 7-зальный кинотеатр, детская игровая зона, рестораны, салоны красоты, фитнесс-клуб с 25-метровым бассейном.
Второй блок: 33-этажный (35 этажей с техническими) деловой центр, который состоит из офисных помещений премиум класса.

## Характеристики
- Конструкция монолитно-каркасная.
- Высота потолка 3,6 м.
- В деловом центре расположены 8 высокоскоростных лифтов Thyssenkrupp Elevator (скорость 4 м/c, грузоподъемность — 1000 кг)
- Всего в ТРЦ находятся 34 лифта Thyssenkrupp Elevator (4 из них панорамные в атриуме), в развлекательном центре 16 эскалаторов и 2 травалатора Thyssenkrupp Elevator.
- Инженерные сети: автономная котельная, аварийный дизельный генератор и три трансформаторных подстанции. Небоскрёб оборудован системами кондиционирования, тепло- и водоснабжения.
- Подземная 3-уровневая стоянка на 450 машиномест, а также обычная стоянка на 150 машиномест.